# Alió
Pour les articles homonymes, voir Alió (homonymie).
Alió est une commune espagnole situé dans la communauté autonome de Catalogne, province de Tarragone, de la comarque de Alt Camp.

## Lieux et monuments
- L'église Saint-Barthélemy ;
- Le centre-ville médiéval ;
- Le bâtiment de la cave coopérative, du début du XXe siècle.